# Michel Macquet
Pour les articles homonymes, voir Macquet.
Michel Macquet (né le 3 avril 1932 à Amiens et décédé le 27 octobre 2002 au Crotoy) est un sportif français pratiquant la gymnastique, le handball puis l'athlétisme (spécialiste du lancer du javelot).
Il est le porte-drapeau de la délégation olympique française en 1964.
Le 15 mai 2004, est inauguré un premier stade d’athlétisme dans la commune de Marignane où Michel Macquet assura le poste de directeur des sports pendant dix ans. L'espace sportif situé au Crotoy qui porte son nom est inauguré le 5 juin 2004 en présence d'Alain Mimoun, quadruple médaillé olympique (en 1948, 1952 et 1956 sur marathon, 10 000 m et 5 000 m), Grand officier de la Légion d'honneur, ainsi que de nombreux champions, championnes et amis

## Biographie
Membre de la brigade des sapeurs pompiers de Paris au début des années 1950, il est découvert en 1949 lors d’un match de handball par Pierre Sprecher, champion du monde universitaire de pentathlon 1947 à Paris. Entraîné par Jacques Dudal au Racing club de France, il participe à trois olympiades consécutives en 1956, 1960 et 1964. Il est surnommé Bras de fer.
Avec Pierre Alard (disque), Pierre Colnard (poids) et Guy Husson (marteau), Michel Macquet forme le Quatuor des mousquetaires du lancer français dans les années 1960.
Le Général de Gaulle lui remet la médaille d’Officier de l’Ordre national du Mérite.
Son fils, également prénommé Michel, né en 1953, est également un ancien international français au javelot.
Son petit-fils, lui aussi prénommé Michel, né en 1976, est aussi un athlète de haut niveau, dans les disciplines du parapente acrobatique et du parapente de cross-country. Il participe à de nombreuses compétitions internationales, entre autres la Superfinale des coupes du monde de 2012 à Roldanillo en Colombie à laquelle seuls les meilleurs pilotes mondiaux peuvent participer.
En 2024, Michel et sa femme Blandine deviennent Recordman et Record woman du monde de vitesse en biplace sur 100 km en aller retour en volant au Kenya à Kerio Valley, et plus exactement à Iten (réputé pour recevoir les meilleurs marathoniens du monde pour leurs entraînements). Ils volent en moyenne à 34.9 km/h. L'ancien record était de 33,1 km/h. 
Sa petite-fille, prénommée Élisabeth, née en 1979, est une athlète de niveau national en snowboard, spécialisée dans les derbys de haute montagne.

## Palmarès

### Athlétisme
- 59 sélections en équipe de France A de 1953 à 1964 (dont 30 victoires)
- Capitaine de l'équipe de France d'athlétisme de 1957 à 1964
- Meilleure performance mondiale du javelot en 1961 (et 4e lanceur mondial la même année)
- Recordman de France du javelot en 1961, avec 83,36 m (officieusement, il lança même à 85,50 m la même année sur le vieux stade olympique d'Athènes - son engin percutant un gradin du stade antique -, alors que le record du monde était encore à 86,04 m)
- Recordman de France à 14 reprises, amélioré de 1954 à 1961 (dont 5 fois en 1955), passant de 64,60 m à 83,36 m (ce dernier durant 18 ans, jusqu’en 1979)
- Médaille d’or aux Jeux méditerranéens en 1955
- Finaliste olympique en 1956 (7e)
- Champion de France à 11 reprises, dont 10 en catégorie senior : 1953, 1954, 1956, 1957, 1958, 1959, 1960, 1961, 1963 et 1964
- 4e des championnats d'Europe de 1958

### Handball
- 20 sélections en équipe de France[réf. nécessaire], principalement en handball à onze mais aussi en handball à sept[2]. En club, il évolue alors à l'Asnières Sports.